# Visard
Pour les articles homonymes, voir Vizard.
Un visard (également orthographié vizard) est un masque ovale en velours noir, porté par les femmes voyageant au XVIe siècle pour protéger leur peau des coups de soleil.

## Histoire

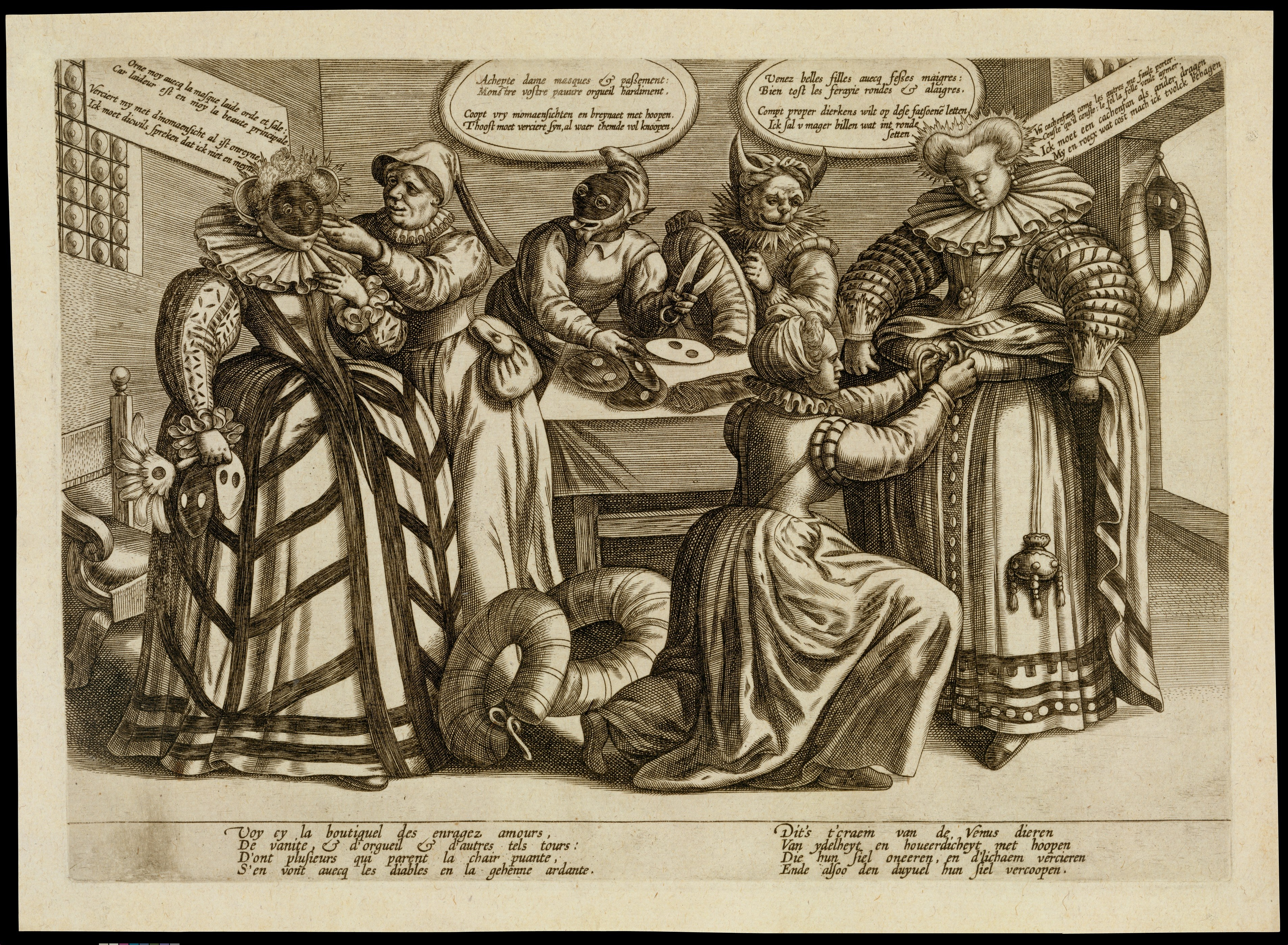
La vanité des femmes : masques et bustiers, satire néerlandaise sur la mode féminine évoquant les visards vers 1600. Attribué à Maarten de Vos

La mode de l'époque pour les femmes riches était de garder leur peau pâle, car un bronzage suggérait que la porteuse travaillait à l'extérieur et était donc pauvre. Certains types de visard n'étaient pas maintenus en place par une attache ou des rubans, mais la personne qui les portait serrait entre ses dents une perle fixée à l'intérieur du masque.
Cette pratique n'a pas fait l'unanimité, comme en témoigne cet extrait d'une polémique contemporaine : 
En Écosse, dans les années 1590, Anne de Danemark portait des masques lorsqu'elle montait à cheval. Ils étaient recouverts de satin noir, doublés de taffetas et munis de rubans florentins pour les attacher et les décorer. Lors de l'Union des Couronnes en 1603, elle se rendit en Angleterre en juin, et il fut dit qu'elle avait fait "du tort" à son teint "car pendant tout ce voyage elle n'avait porté aucun masque". En 1620, l'avocat et courtisan John Coke envoya de Londres des vêtements et des costumes à sa femme à Much Marcle, dont un masque en satin et deux masques verts pour leurs enfants.

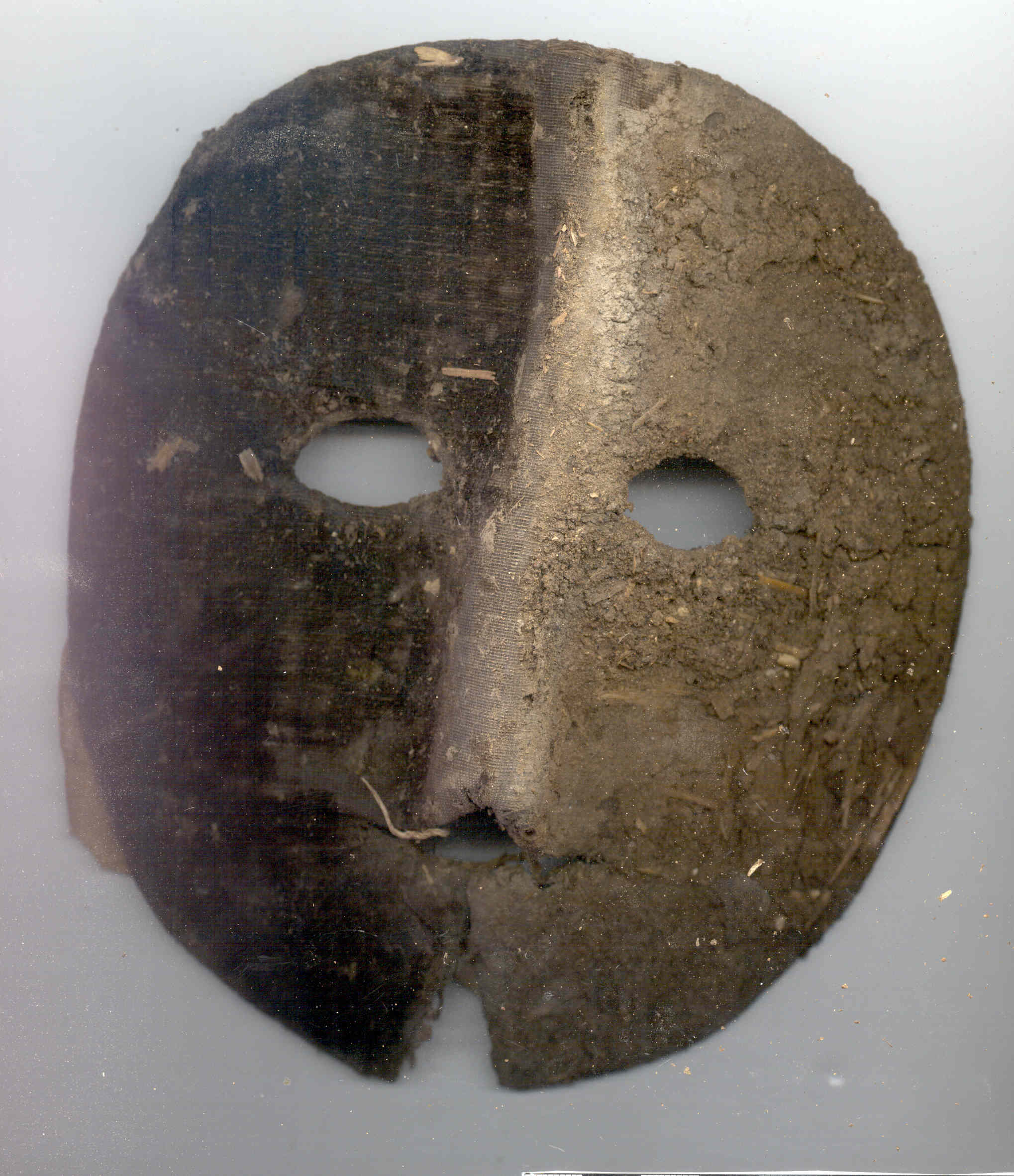
Un Un visard retrouvé à l'intérieur du mur d'un bâtiment du XVIe siècle à Daventry, en Angleterre[7].
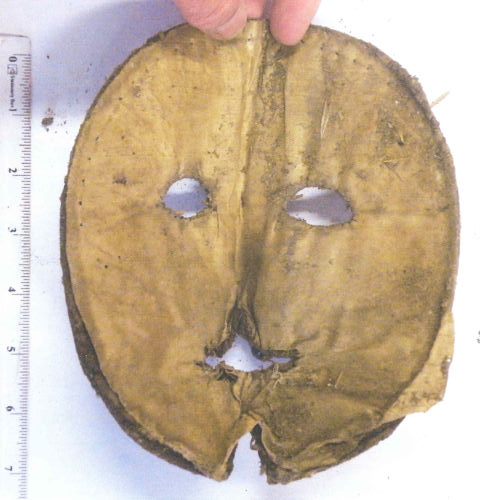
Revers
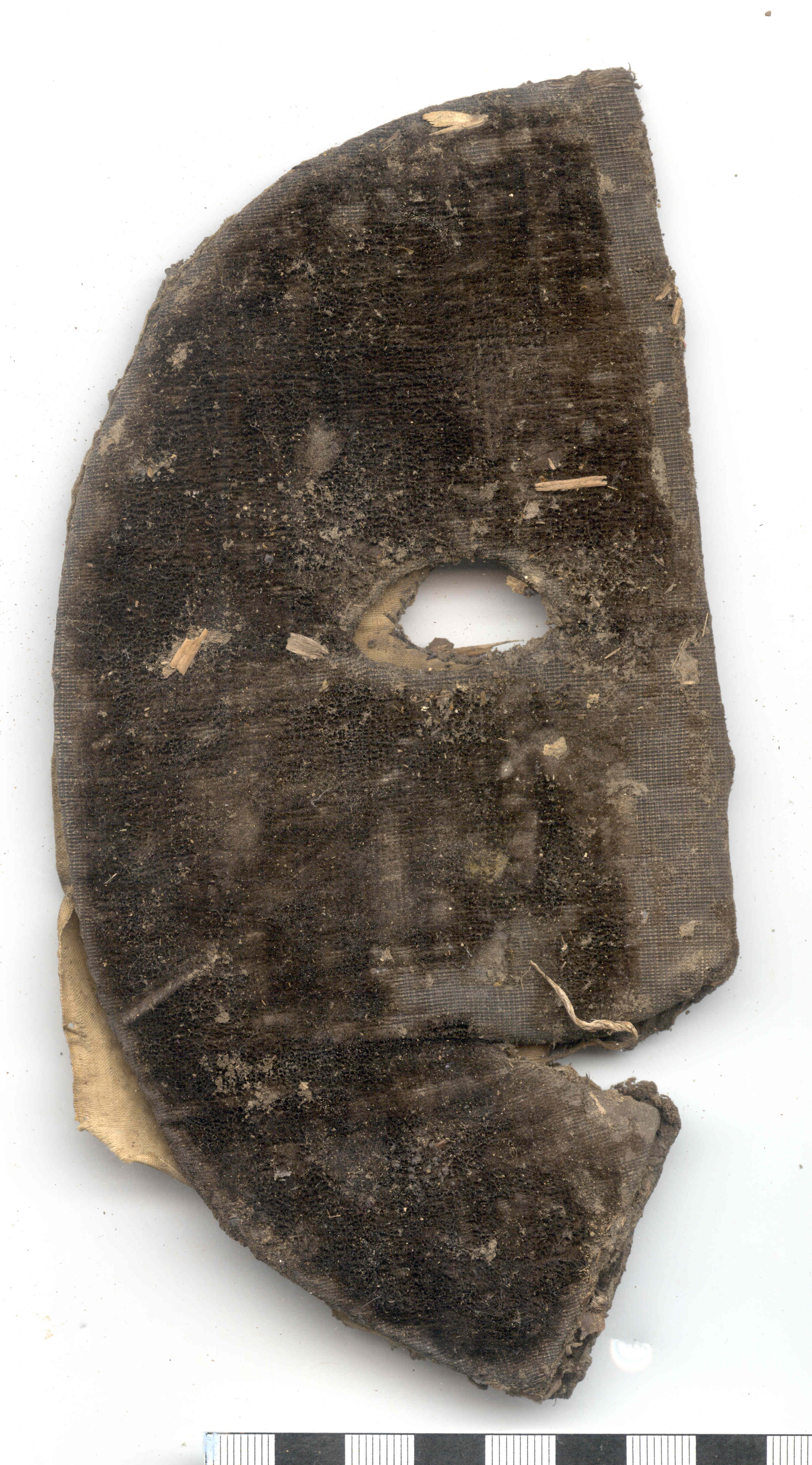
Plié
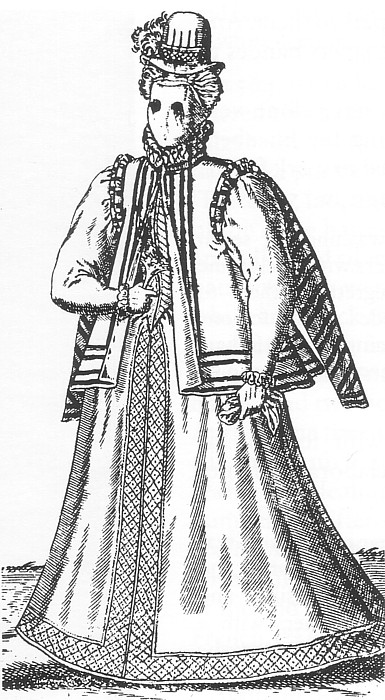
Sic nobiles feminae vel equitant, vel obambulant (Ainsi une femme noble chevauche ou marche). Illustration tirée de Omnium Poene Gentium Habitus de Abraham de Bruyn
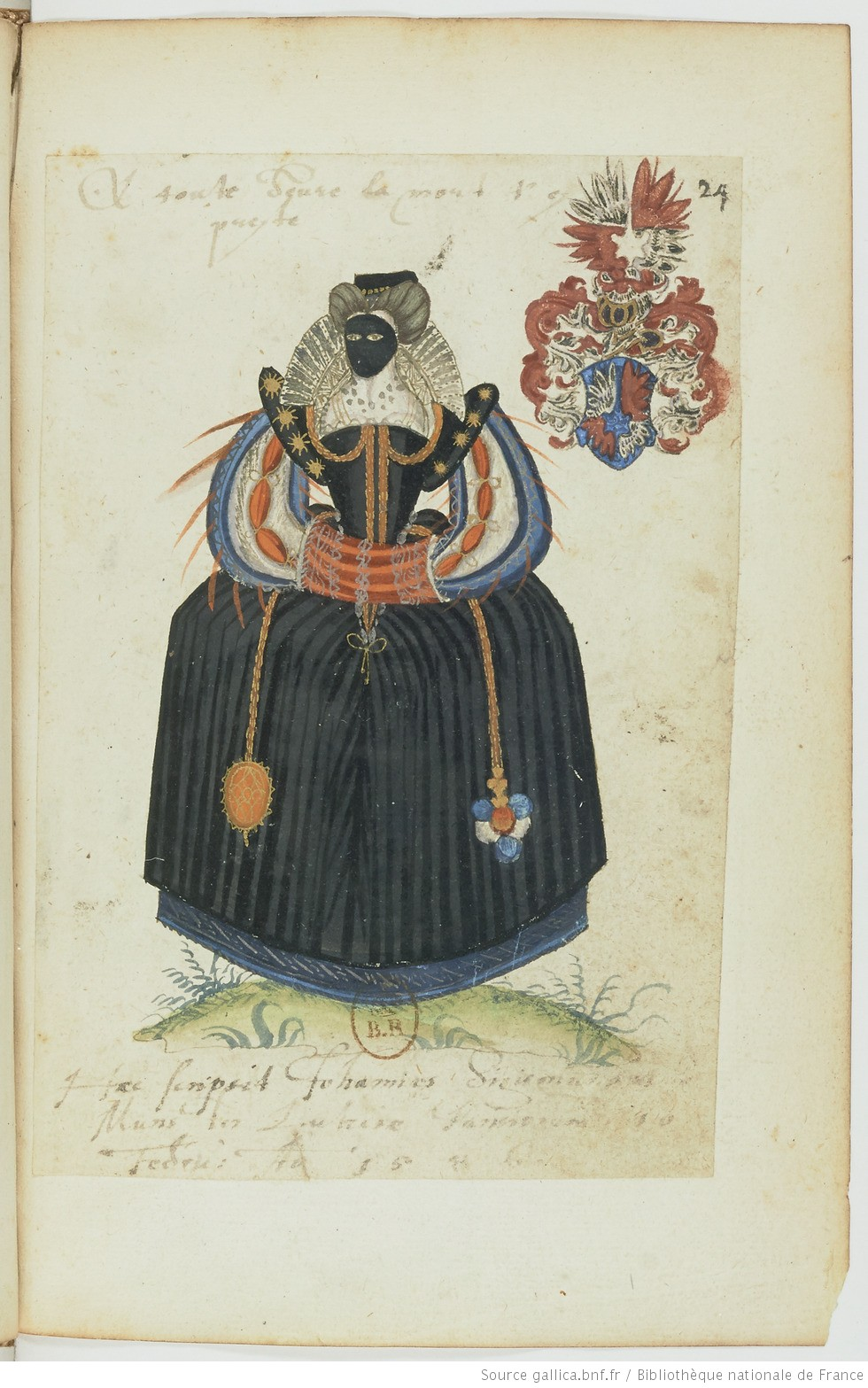
Habits de France, 1581

## Lamorettaouservetta mutade Venise
À Venise, le visard a évolué vers un modèle sans trou dans la bouche, la moretta ou servetta muta (signifiant la servante muette), et était saisi par un bouton entre les dents plutôt que par une perle. Le fait que le masque empêche la parole était délibéré et visait à renforcer encore le mystère d'une femme masquée. 
La moretta était un petit masque ovale en velours noir sans lanières, avec de larges trous pour les yeux et sans lèvres ni bouche, porté par les femmes patriciennes. Dérivé du visard inventé en France au XVIe siècle, il en différait par l'absence de trou permettant de parler. Le masque était juste assez grand pour dissimuler l'identité d'une femme et était maintenu en place par la personne qui le portait en mordant un bouton ou un mors (les femmes portant ce masque étaient incapables de parler, d'où le terme muta) et était souvent terminé par un voile. Le Rhinocéros de Pietro Longhi, parfois appelé Clara le rhinocéros, représente ce masque en usage en 1751. Il est tombé en désuétude vers 1760.

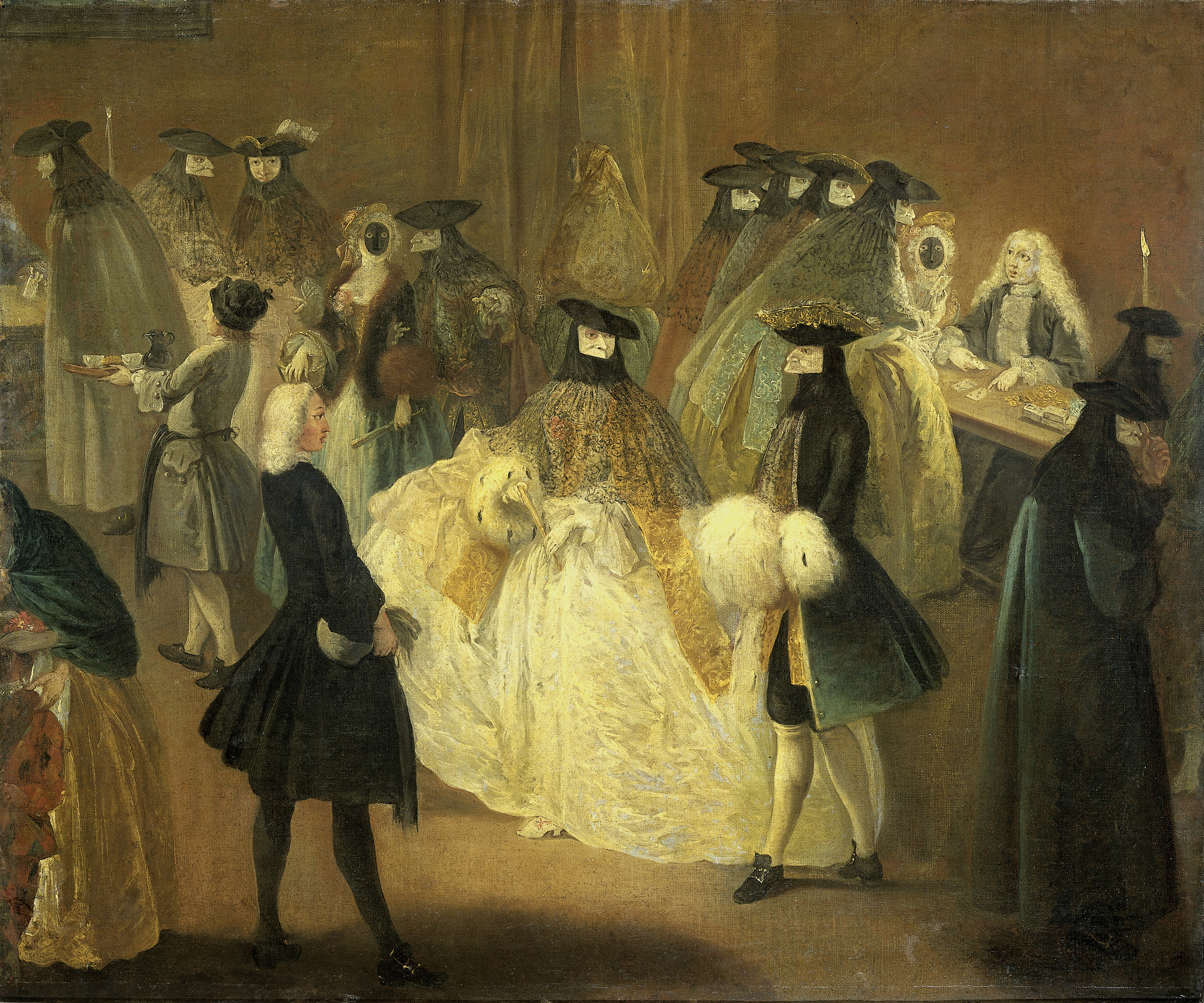
Le Casino de Pietro Longhi : deux femmes portent un moretta
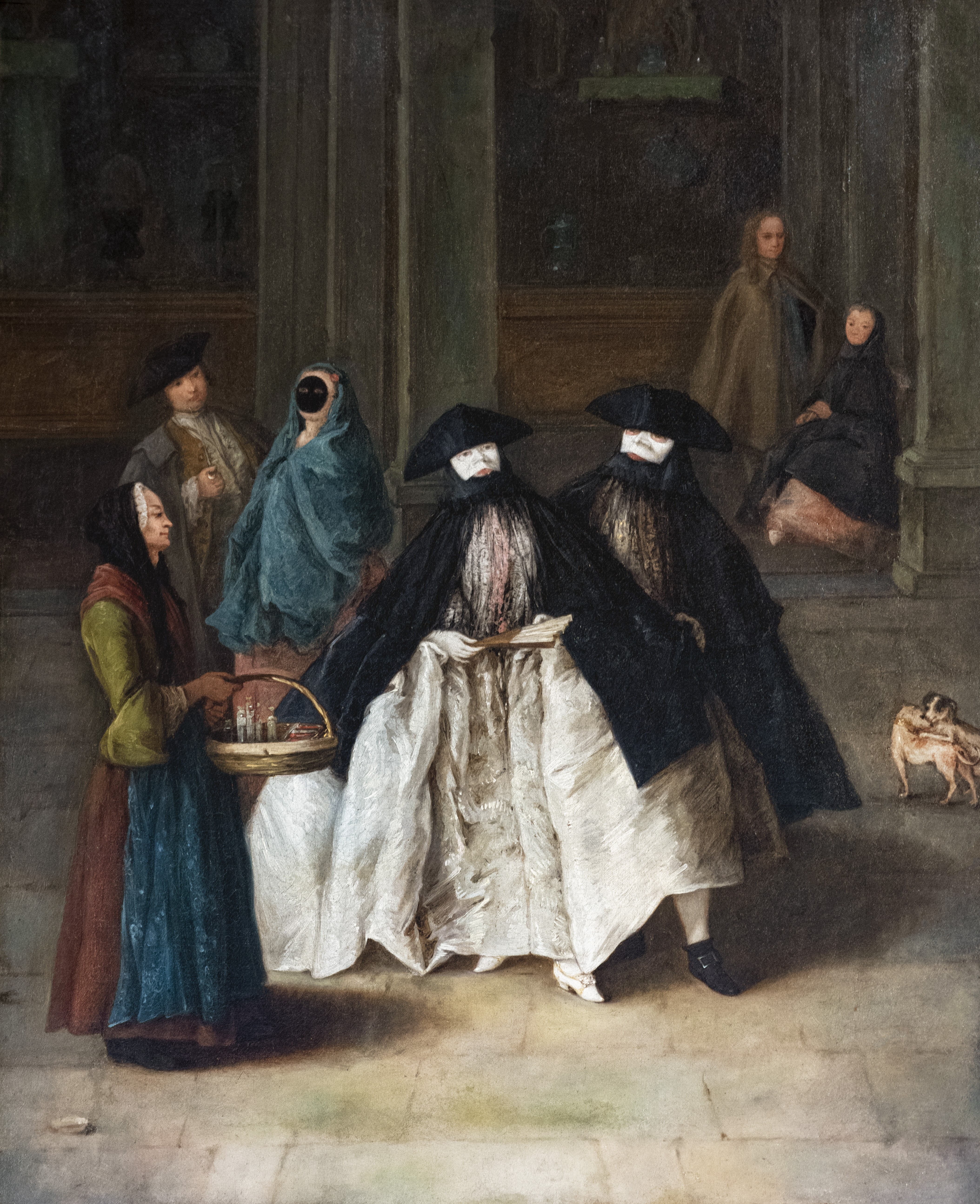
La Servante d'essence de Pietro Longhi : une femme porte un moretta
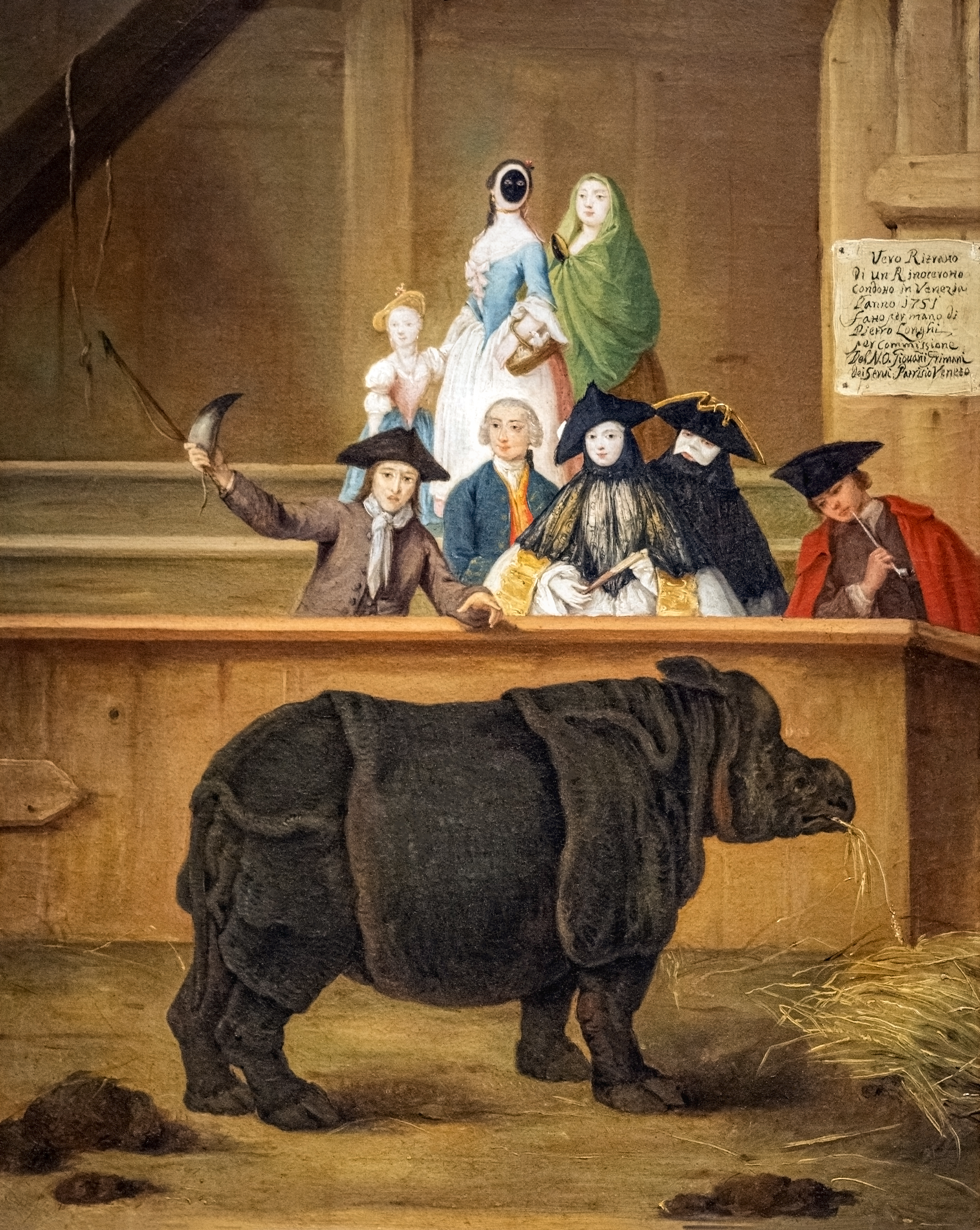
Le Rhinocéros de Pietro Longhi
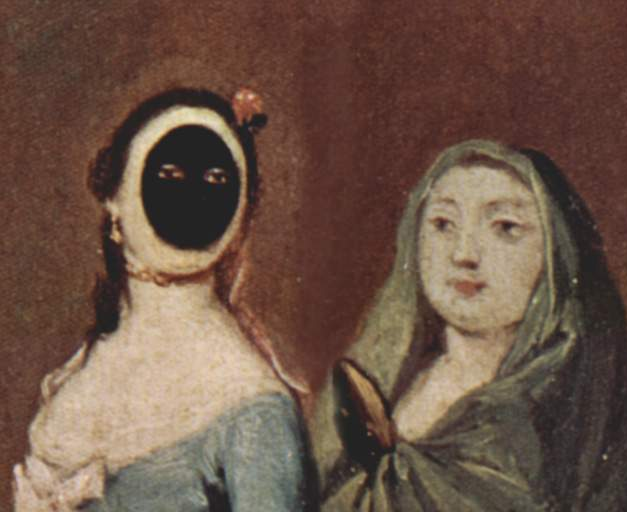
Détail du Rhinocéros de Pietro Longhi
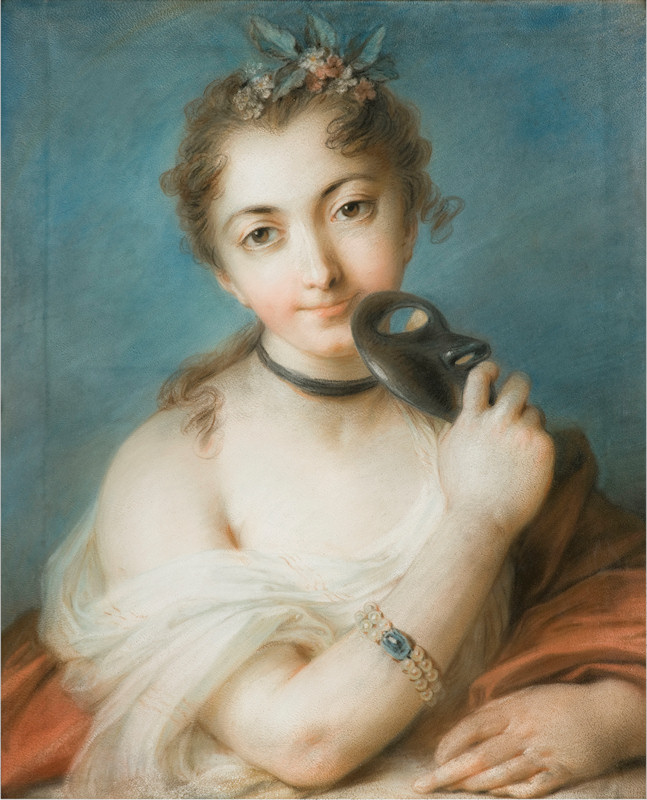
Ritratto femminile con maschera de Rosalba Carriera
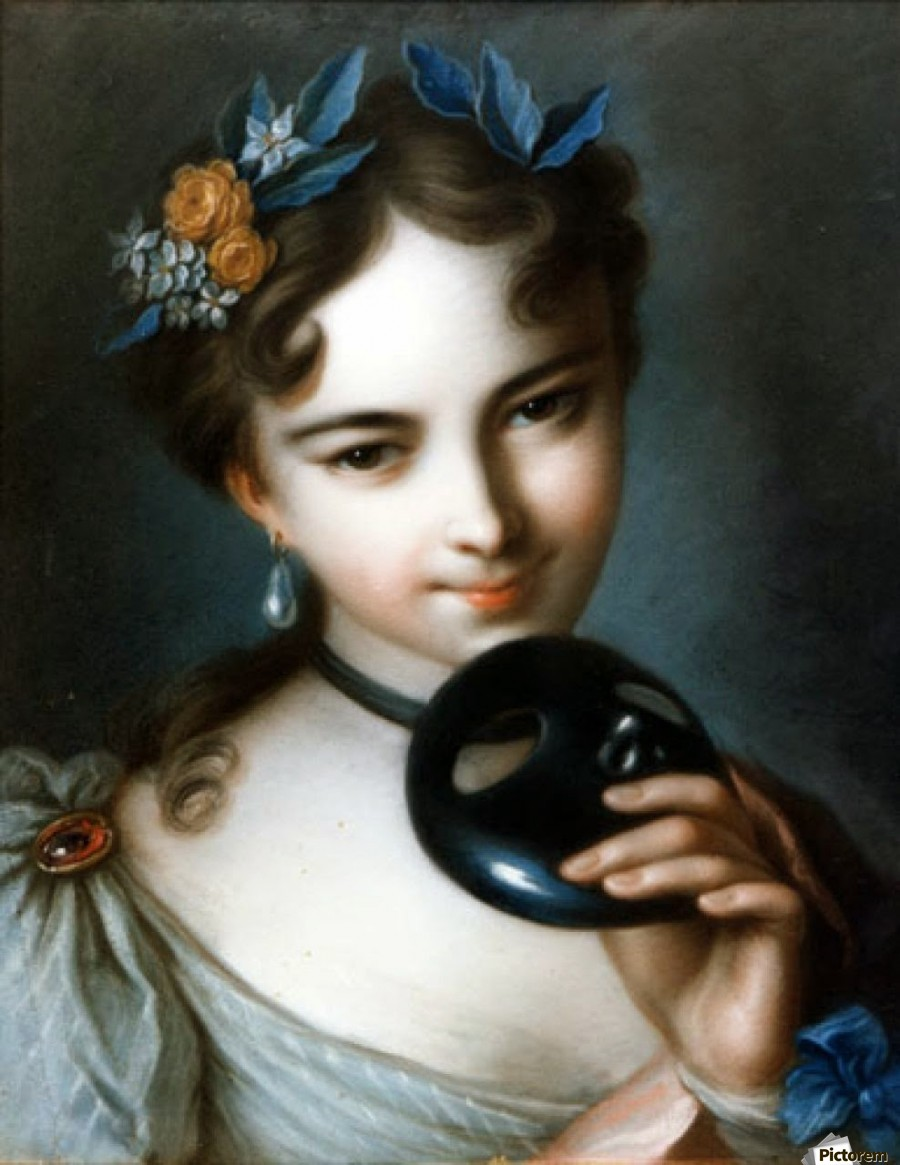
Détail de Portrait d'une jeune femme portant un masque de Charles Antoine Coypel